# مزرعه (داراب)
مزرعه یک روستا در ایران است که در دهستان رستاق شهرستان داراب واقع شده‌است.